# Kościół Królowej Apostołów w Radomiu
Kościół Królowej Apostołów w Radomiu – kościół rzymskokatolicki księży pallotynów w Radomiu, na Młodzianowie, przy ul. Młodzianowskiej 124.
Kościół należy do parafii św. Józefa w dekanacie Radom-Południe.
Budowany w latach 80. i 90. Projekt architektoniczny: R. Kański, E. Idzikowska-Lech, B. Elżanowski.
Wcześniej msze święte były odprawianie kilkadziesiąt metrów dalej w starym kościele pw. św. Józefa w Radomiu przy ul. Wiejskiej 2.